# Mossburn (Nouvelle-Zélande)
Mossburn est une petite localité du Nord de la région du Southland de l’île du Sud de la Nouvelle-Zélande.

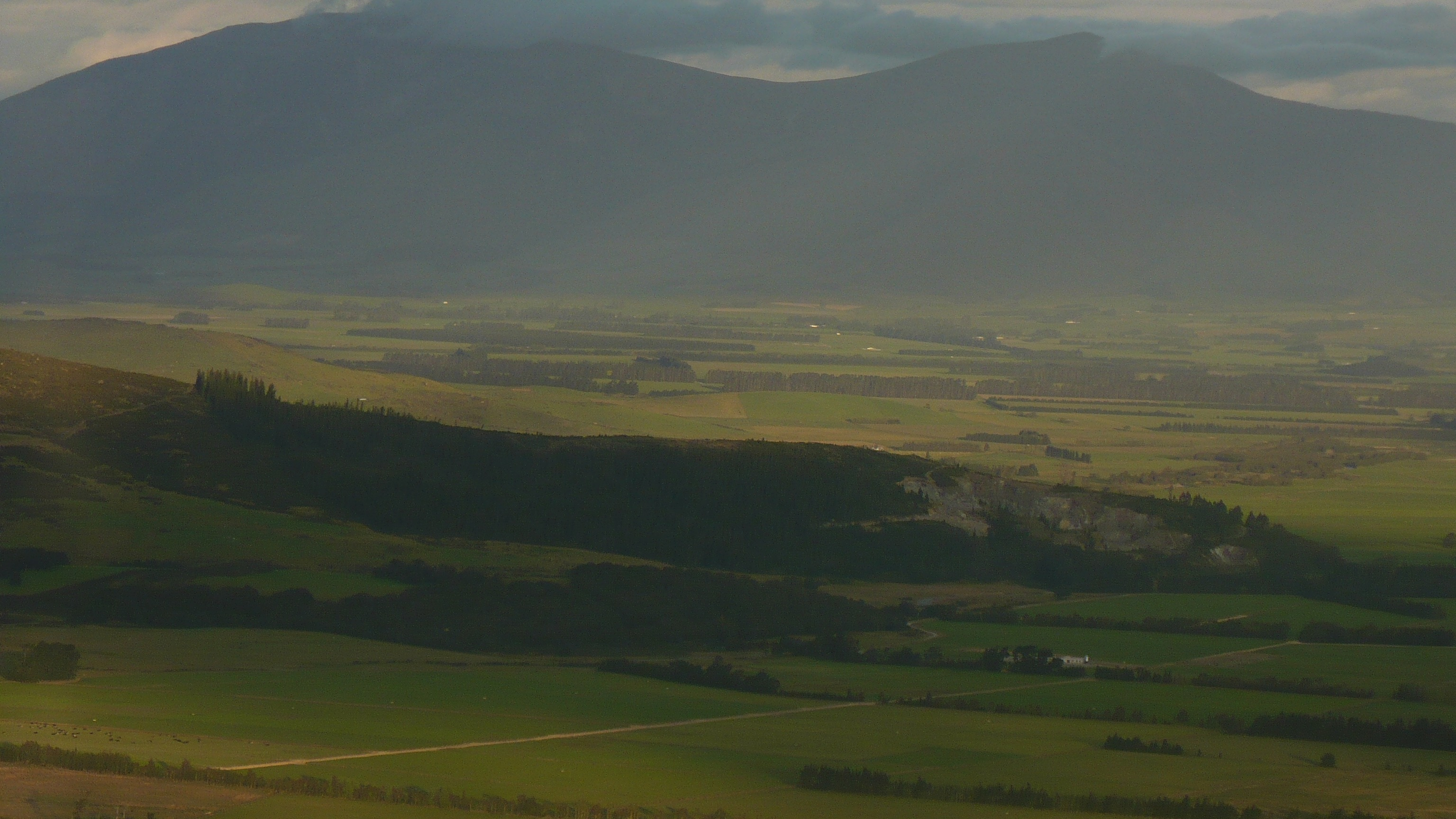
À partir de ‘Mid Dome’ vue aérienne avec la plaine de Waimea dans l'arrière-plan

## Situation
Elle est située à 113 km au sud de la ville de Queenstown, à 59 km à l’est de celle de Te Anau et à 100 kmau nord de la ville d’Invercargill.

## Population
En 2013, la population comprenait habituellement  210 résidents selon le recensement de 2013 en Nouvelle-Zélande).

## Géographie
La ville est située dans une zone très touristique avec dans le lointain, les montagnes des Fiordland créant un magnifique horizon avec le « West Dome » culminant à (1 271 m) et le «  Mt Hamilton » s’élevant à (1 487 m).

## Activités économiques
La principale industrie de la ville est l’agriculture, avec de nombreuses fermes laitières ou d’élevage de bétail, de cerfs, et de moutons. La ville était constituée initialement de quatre stations d’élevage de moutons nommées respectivement : « Centre Hill », « Castlerock », »West Dome » et « Dunrobin ». Les fermes d’élevage laitier sont devenues la principale industrie de la région. De nombreuses fermes importantes ont été établies là dans les dix dernières années, se convertissant à partir d’élevage d'ovin et des activités d’agriculture mixte..
En 1890, un fermier de Mossburn “ George Chewings développa avec succès: la semence de gazon pour les sols peu fertiles du district. Puis cette 'baguette de Chewings' ou Festuca rubra subsp. commutata (en) fut considérée comme un constituant idéal, formée de mottes de gazon, qui furent diffusées tout autour du monde et qui furent utilisées pour réaliser les surfaces de jeux, en particulier de celles de Wimbledon et aussi des zones d’atterrissages de la Deuxième guerre mondiale.

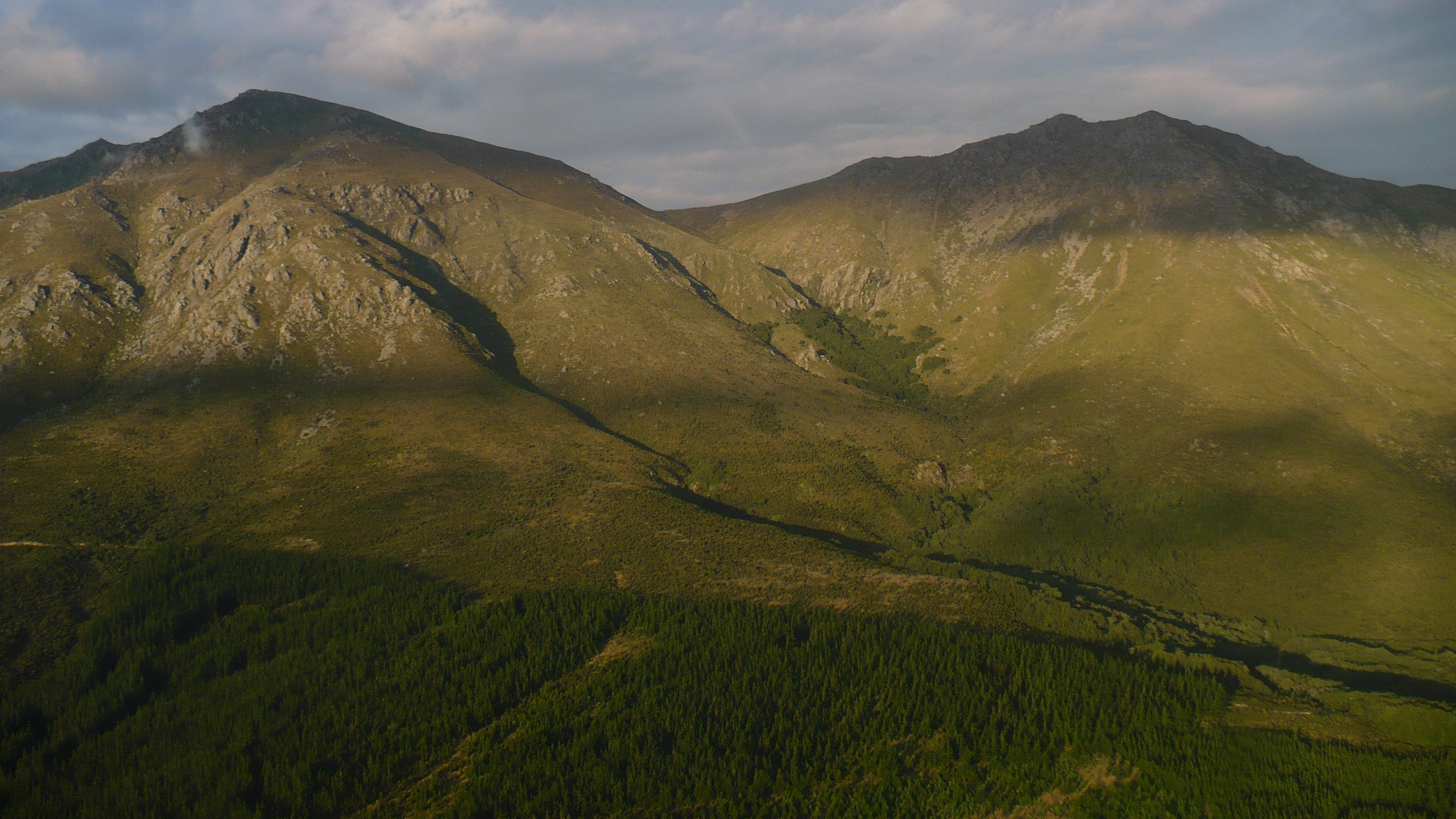
Vue à partir du ‘West Dome’: vue aérienne prise d'un hélicoptère au-dessus de la ville de Mossburn

## Capitale du cerf
Mossburn se proclame comme la 'Capitale du Cerf ' en Nouvelle-Zélande. Ceci est basé à l’origine sur la découverte de cerfs vivants chassés par hélicoptères dans les zones sauvages et en conséquence, l'installation de la première ferme d’élevage des cerfs de Nouvelle-Zélande, qui a été établie ici en 1972. Cette production reposait sur le prix de vente élevé à cette époque et le niveau presque épidémique de la prolifération des populations de Cerf élaphe dans la nature après leur introduction un peu plus tôt dans le siècle. Il reste toujours de nombreuses fermes d’élevage des cervidés dans le territoire de la commune et l’installation de traitement des venaisons de chevreuils de la société Silver Fern Farms (en), qui est maintenant l’employeur principal de la commune.

## Rail
En fait, le grand boom dans l’activité économique du secteur de Mossburn découla de la construction de la centrale électrique de Manapouri (en). La branche de chemin de fer de la branche de Mossburn (en) fut terminée au niveau de la ville en 1887 et constitua le terminus du projet, permettant le transport des matériaux pour la centrale. Auparavant, la ligne était desservie par deux trains mixtes par semaine, transportant à la fois des passagers et du fret, mais depuis le 4 octobre 1937, la ligne transporte seulement du fret, allant de la ville de Lumsden à celle de Kingston. Mais avec la mise en route du projet Manapouri ainsi que d’autres programmes gouvernementaux tel que le développement de l’agriculture, un et parfois deux trains durent venir chaque jour d’Invercargill. Au début des années 1980, ces projets furent menés à terme et la ligne de chemin de fer ferma le 13 décembre 1982. L’hôtel du Chemin de fer (construit en 1922) reste l’un des centres sociaux de la ville, et en conséquence l’ancienne ligne de chemin de fer a été  convertie en un circuit cycliste appelé  Circuit cycliste de 'Around the Mountains' (en).

## Le Circuit de vélo

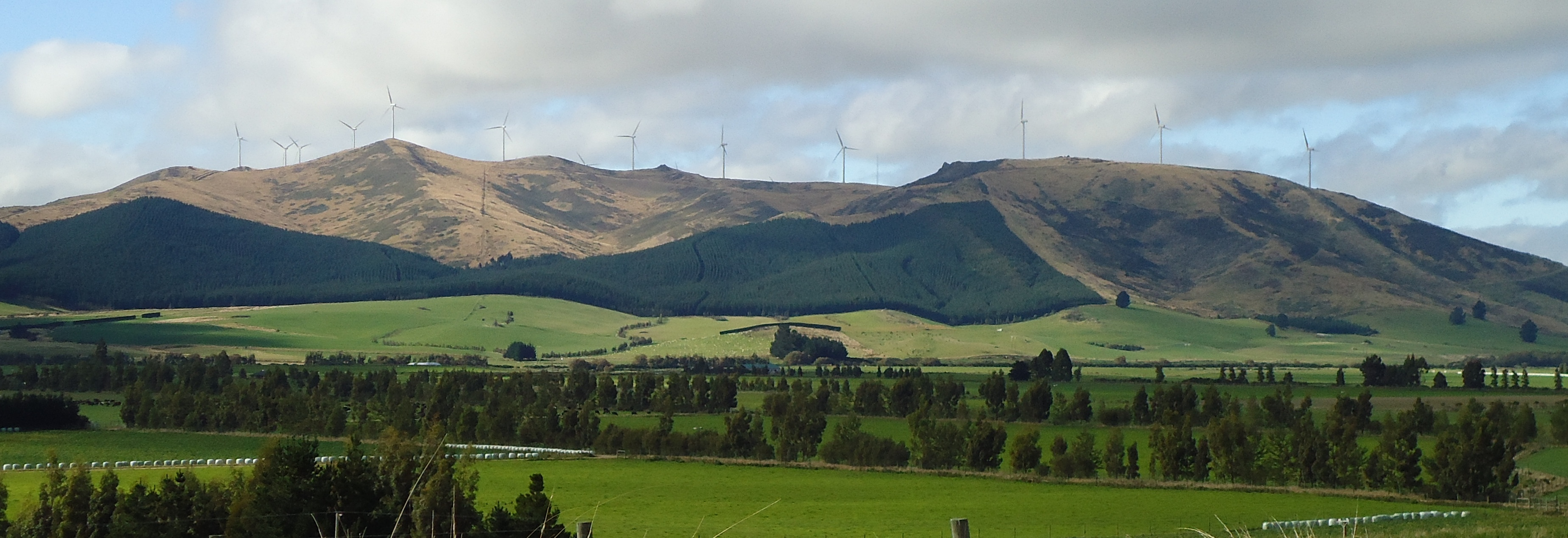
Ferme de “White Hill Wind”

Le circuit “Around the Mountains Cycle Trail (en)” fut un des segments le plus rapidement débuté de la New Zealand Cycle Trail (en), avec un budget de 4 millions de $, qui lui ont été attribués par étape, allant du « Walter Peak » jusqu’au niveau de Mossbur. Le premier secteur fut ouvert par le premier ministre et député, Bill English, au cours d’une cérémonie, qui eut lieu près de la ville de Lumsden le 1er novembre 2014. Le trail commence à Kingston utilisant l’ancienne ligne de chemin de fer allant de la ville de Garston, à celle d’Athol, de Lumsden et de Mossburn le long de son trajet, qui passe le long du lac de Mavora et va jusqu’à sa fin située au niveau du pic Walter (en).

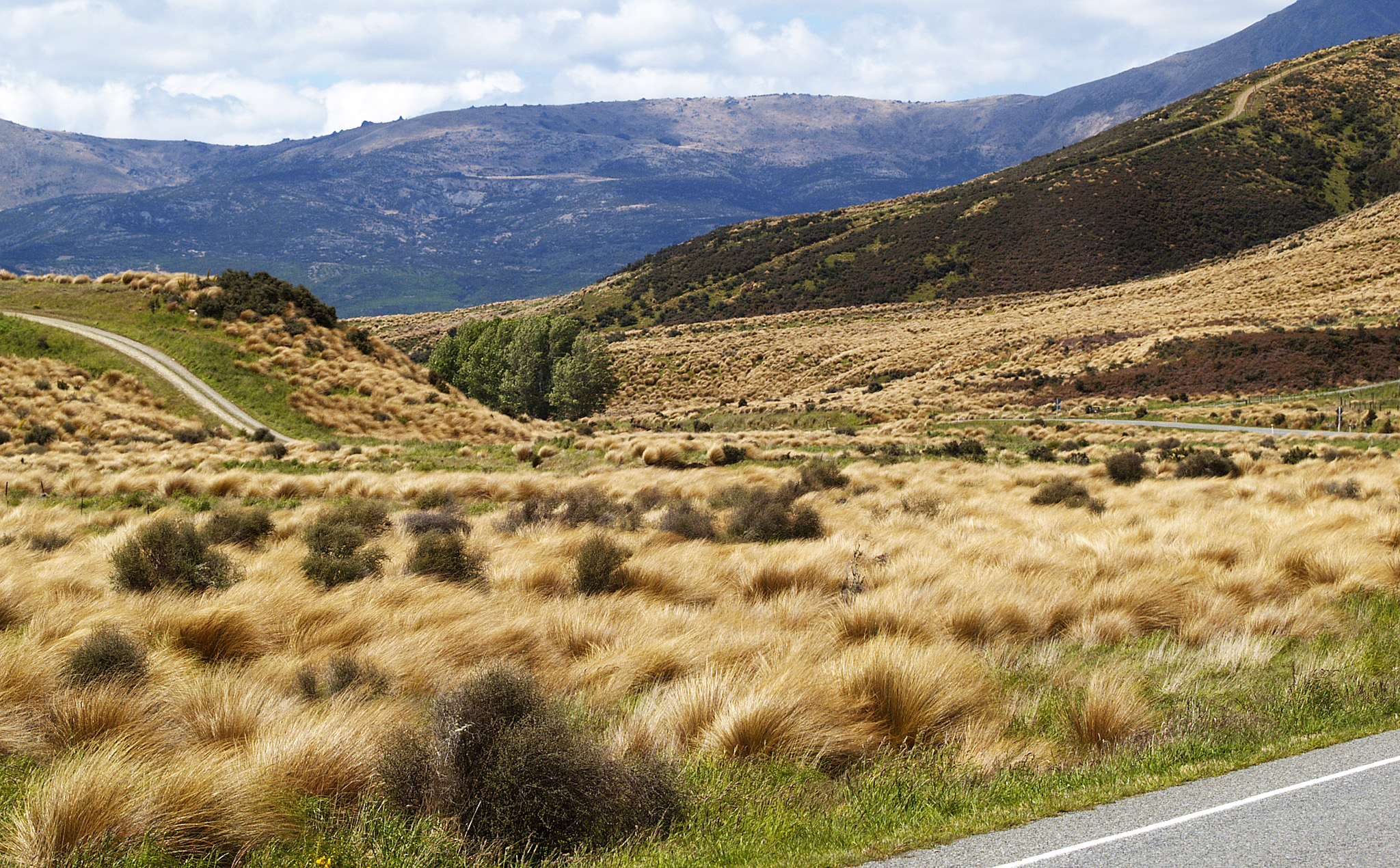
La réserve Tussock à l’ouest de Mossburn

## La fermes d’éoliennes
Durant la dernière partie de l’année 2006 et le début de 2007, la ferme d'éolienne de White Hill (en) fut construite comportant  29 turbines de 2,0 MW chacune. Au total, elle peut produire assez d’énergie pour fournir de l’électricité pour les besoins en puissance, en pleine capacité, de 30 000 habitations. Ceci apporte aussi d’autres emplois locaux et des bénéfices financiers notables au niveau du district. La 'ferme du vent' fut officiellement ouverte par le Premier ministre de Nouvelle-Zélande, Helen Clark, le 8 juin 2007. Ce projet a été largement supporté par les communautés locales et a créé un mouvement d’intérêt en Nouvelle-Zélande comme étant un exemple de possibilité de ressources d’énergies alternatives.
Il y a maintenant une course de mountain bike à travers la ferme d’éoliennes, la “White Hill Classic”, qui montre l’enthousiasme pour ce sport dans la région et le pays alentour.